# پریکاسپیسکی
پریکاسپیسکی (به لاتین: Prikaspiysky) یک منطقهٔ مسکونی در روسیه است که در استان آستراخان واقع شده‌است.